# 銓選
銓選是唐朝、宋朝至明朝、清朝時官吏任用的制度。高级官员一般由皇帝亲自任命（例如唐朝五品以上官員由皇帝任命）。中级以下官员由吏部任命。士人一般先凭年资或功绩取得担任某一级职务的资格，然后到吏部报到，由吏部按任用规则分配官职。